# Shomer Neguiá
Shomer Neguiá (hebreo שומר נגיעה, lit. «el que se guarda del tocamiento») es la prohibición religiosa judía de cualquier tipo de contacto físico con personas del sexo opuesto, en casi cualquier condición. Tiende a preservar la fidelidad conyugal, también es una Middá y es como una 'cobertura alrededor de la Halajá' (ley judía) para evitar el riesgo de comprometerse en las formas prohibidas por la Torá.

## Origen de la Mitzvá
Inicialmente para evitar la 'contaminación de las diversas formas de impureza', ya descritas en el Pentateuco, luego definidas en todo el Talmud y finalmente argumentadas en los comentarios de los Rabbanim y los eruditos judíos, los observadores judíos de este Mitzvá, hombres y mujeres, eviten estrictamente cualquier contacto físico, como dar la mano, aunque solo sea para saludar, con personas del sexo opuesto: este precepto se refiere a la modestia, la humildad, luego la ética y la pureza, también la pureza familiar vivida por judíos religiosos.
Si bien no se trata tanto de la atención a las normas de pureza, esta Halajá es en el respeto al propio matrimonio y al de los demás, norma también respetada por los solteros y hay quienes la respetan incluso entre hermano y hermana, pero no con los descendientes y ascendientes en línea directa (ad infinitum). También hay aclaraciones halájicas específicas sobre esto, como lo expresaron los Maestros judíos o Jajamim.
Existe una prohibición halájica de escuchar el canto de voces femeninas por parte de hombres (Templo de Jerusalén); muchos también prohíben sentarse [mujeres] a su lado, obviamente no en el caso de la novia en los casos permitidos.

### Pentateuco
Abraham, Isaac y Jacob se consideran en los niveles más altos pero también indican la posibilidad de tener esposas, las matriarcas de Israel; en el Pentateuco y en los comentarios, incluidos los Midrashim, no sólo se hace referencia a esposas, descendientes y episodios relacionados sino que se describen todos sus amoríos hasta describir los momentos en que deciden los nombres de los hijos o de la Tribus de Israel que los sucederá. La santidad religiosa judía de los patriarcas y matriarcas también es conocida en la religión católica y en el Islam, consideración que sugiere que la santidad en la sexualidad no se niega en aquellos: el Cantar de los Cantares mismo también es conocido por esto y en la tradición religiosa judía se compara con el Sancta Sanctorum.

## Casos similares: fuentes en el Talmud y la exégesis judía
El mismo tema en detalle:
- Berajot (Talmud)

Para quien se una a su 'propia mujer' nidá (durante 'su período' y en los días siguientes no apto para relaciones íntimas) sería como cometer incesto
Mishnah

Entre las diferentes reglas halájicas sobre la relación entre la novia y el novio durante ese período para ella están:
- la sentada de la novia 'en otro lugar' para dar a conocer al novio su propia fase natural de Niddá;
- la prohibición, por ejemplo, de pasar vasos 'de mano en mano' entre ellos, como por ejemplo para verter agua y fuego para encender (como encendedores, fósforos, etc.). Todavía se puede cocinar;
- la prohibición de tener relaciones íntimas (cf. Mikve): hay reglas al respecto, que la esposa judía está obligada a observar.

## El amor de los cónyuges
Para comprender mejor esta regla, es necesario, por tanto, considerar que el contacto físico, incluso solo el de la mano, crea una 'armonía' que no debe permitirse más allá de los cónyuges que conviven: incluso en la infancia, los hijos son de hecho modestos para respeto, aunque sea por inhibición o timidez; de ello se deduce que esta armonía mágica debe tomarse dentro del amor verdadero.

## Proliferarás y  fructificarás
En la Parashá Bereshit, in Genesis del Pentateuco, esta Mitzvá es un fundamento de la fe judía: Dios mismo está presente durante la relación entre los cónyuges, especialmente durante la concepción... o en la relación completa para la procreación. Además, no es casualidad que el quinto de los diez mandamientos se refiera precisamente al santo honor debido a padre y madre ya que procrearon gracias a una bendición divina, es decir, con la proximidad de Dios Todopoderoso; de hecho, la égesis judía admite que los diez mandamientos se podrían dividir en cinco y cinco, el primero en el vínculo entre Dios y el ser humano y los otros cinco en "el social" entre cada individuo y el "prójimo".
Ahora bien, evidentemente el precepto religioso contiene un aspecto sagrado como tal, es decir, como orden divino, cuando es posible: el Pentateuco y toda la Torá hablan mucho sobre las relaciones sexuales, con toda la ética estructurada al respecto, aún hoy en el centro de discusiones en los campos político, científico y civil; es una cuestión ciertamente inherente a la humanidad y a su continuidad, como claramente comprensible. Es necesario aceptar sus características naturales y, en consecuencia, espirituales precisamente porque el ser humano está ante todo constituido por alma y cuerpo, intelecto y acción, intención y disciplina; la conducta ética tiene origen teológico y religioso porque concierne al intelecto que aprehende los principios y fundamentos originales para disciplinar con precisión, por lo que la acción o pragmática y las leyes que siguen a esta comprensión son ciertamente una buena manera de expresar un camino correcto en existencia, es decir, una conducta civil recta e previsora.

## Yijud- 'comunión'
Cada persona debe tener una gran compasión por la carne del cuerpo, iluminándola con todas las ideas y percepciones que el alma percibe. También el cuerpo debe ser informado de esa percepción, como en (Isaías 58: 7), “No te ocultes de tu propia carne”. Precisamente, de “tu propia carne”. No ocultes los ojos de mostrar compasión de tu carne - la carne de tu cuerpo. Pues es necesario tener una gran compasión por el cuerpo y ocuparse de purificarlo, para poder informarle de todas las ideas y percepciones que el alma percibe. Esto se debe a que el alma de todo ser humano está constantemente viendo y comprendiendo cosas muy exaltadas. Pero el cuerpo no sabe nada de ello. Por lo tanto, cada persona debe tener una gran compasión por la carne del cuerpo. Debe ocuparse de purificar el cuerpo para que el alma pueda informarle todo lo que ella está siempre viendo y comprendiendo. Ahora bien, cuando el cuerpo se encuentra en esa categoría, ello beneficia al alma

Yijud: 'Yijud' tiene diferentes significados, tanto para el nivel exegético y, por lo tanto, desde el nivel literal hasta el esotérico de la Cabalá, y para las fuentes hermenéuticas en este sentido, desde el Talmud hasta los Midrashim y con todos los comentaristas aceptados posteriores ...
En el caso de hombres y mujeres, es bien sabido que en la religión judía la mayor parte de la liturgia, especialmente en la Sinagoga, se lleva a cabo respetando esta Halajá: la división tanto durante la mayoría de las oraciones como en ambientes privados, evidentemente con la necesidad de evitar estar en situaciones ambiguas o no deseadas.

### Santidad
Según la religión judía, marido y mujer deben vivir su relación de una manera pura y santa, como dice: Sed santos porque Yo (Dios) soy santo; aunque en la mayoría de las otras religiones la sexualidad no pertenece plenamente a un aspecto religioso ya que es necesario dar prioridad a la parte trascendente y, por lo tanto, con renuncia y restricción (de hecho esto es así en parte también en el judaísmo, por ejemplo con Yom Kippur), precisamente porque la familia judía y su pureza espiritual y religiosa son un factor indispensable en la observancia de las Mitzvot, así también la sexualidad adquiere un valor religioso y, por tanto, con reglas particulares.

Por lo tanto, encontrará que el valor numérico de la palabra ahavah ('amor') es el mismo que el de ejad ('uno'), lo que significa que el amado no es diferente de sí mismo
José Albo, Sefer HaIkkarim

La sexualidad forma parte de las bendiciones divinas para los judíos y, precisamente por eso, ellos también experimentan el vínculo con Dios sobre todo en el curso de las más santas expresiones del amor conyugal del matrimonio, por definición religioso; normalmente muchos judíos saben que incluso el beso entre el novio y la novia es en sí mismo un paso más de Yijud, por lo tanto, las relaciones sexuales son también el Yijud más elevado: considerando entonces que la concepción de Yijud es la más alta de la Cabalá - aquí está lo que se interpreta en la relación amorosa - el Yijud constituye el nivel sublime de las Mitzvot.
En el evento y en la celebración pública de una boda de religión judía, con fiesta e invitados, la Jupá representa el 'sello': es un signo del Yijud entre las almas... y los esposos ahora unidos en matrimonio.

## Excepciones
Evidentemente la regla del Shomer Neguiá no prevalece en algunas casi raras: entre estas hay algunos tratamientos médicos, cuando es necesario el "contacto físico" con prudencia y educación con respeto precisamente tanto por el paciente y para la persona tratante, ya sea como médico o enfermero. Entre las excepciones está, obviamente, la necesidad de intervenir para ayudar a alguien, si el contacto físico fuera una "herramienta útil" para evitar riesgos; nuevamente, si ocurre por error, se enfrenta como una "transgresión involuntaria normal", para lo cual en todo caso es necesario realizar la Teshuvá como para las otras "transgresiones no intencionales o intencionales"

## Casos comunes hoy
Obviamente, la prohibición también se extiende a las niñas y novias judías.
Aunque en los tiempos modernos es habitual frecuentar discotecas o pubs y restaurantes en las distintas tardes y noches, la Halajá ha establecido unos criterios con los que evitar riesgos a veces innecesarios; los Rabbanim siempre han tratado de solicitar el respeto de las reglas de la Torá, es decir, las Mitzvot, también en el ámbito de la sociabilidad y la amistad, para preservar su propia identidad religiosa judía, sin excluir así el diálogo incluso con aquellos que "no son judíos". En cualquier caso, es absolutamente necesario observar el matrimonio judío y excluir las relaciones en este sentido fuera del propio grupo judío, es decir, no con "no-judíos" sino solo con judíos de origen (Kedushá).
Una historia jasídica cuenta cómo un joven fue a un lugar donde "el juego" era común; el Rav, que había comenzado a educarlo, se enteró del hecho e inmediatamente fue a revisar su estado. Cuando lo vio, lo tomó por la fuerza alejándolo de las mujeres que rodeaban a todas las "víctimas"... Inmediatamente el joven se apoderó de un terrible terror al darse cuenta de que quien lo estaba arrastrando hacia una habitación separada, fuera de ese lugar, era su Rav. Se dice que el joven se puso casi tan pálido como el Rav pero ni los que lo acompañaban nunca supieron lo que pasó en esa habitación, donde ciertamente el Rav regañó mucho al joven que no pecó solo gracias a este episodio.

### Historia
En la historia judía, un caso ejemplar pero único, el rey David tuvo esposas y concubinas: sabemos que las concubinas, como tales, no pueden en absoluto tener hijos, por otro lado el rey David también tuvo esposas judías que no engendraron hijos. Por lo tanto, existe tanto la posibilidad de que las esposas judías no tengan tal destino como la concesión por ello.
Si bien se considera que en la era actual los matrimonios judíos solo pueden tener lugar entre judíos de origen y también esto con las conversiones [muchos discutidas entre los religiosos incluso en los mismos Gobiernos donde son toleradas para la ley judía] (por ejemplo, los kohanim solo pueden casarse con mujeres judías), es cierto que el rey David se unió con esposas judías y con mujeres no-judías, las concubinas, lo que en estos días probablemente no sería el caso si considera cuidadosamente la Halajá actual. También las mujeres judías están obligadas, por tanto, a permanecer íntegras y fieles de manera perfecta, diríamos hoy como una vocación natural a la fe judía.

### La bendición sacerdotal en la antigüedad
Además del momento en que el Kohen Gadol estuvo con Dios en el Lugar Santísimo, el Sancta Sanctorum, luego dio la bendición sacerdotal al pueblo judío: aún hoy el Kohen está a distancia de los demás judíos durante esta bendición, obviamente para "involucrar a todo el grupo de judíos mirados...", además también para la Mitzvá Shomer Neguiá... como es obvio sin tocar a las mujeres casadas con otros hombres o "ya promisas".